# Élément PYLIS

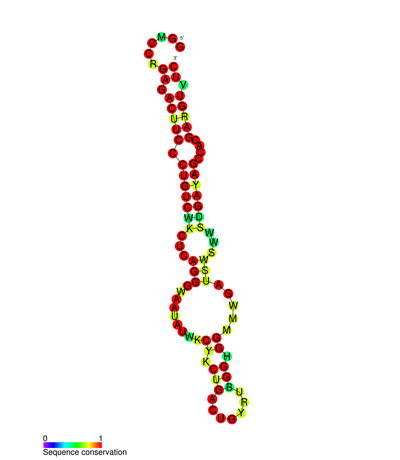
Variabilité des bases nucléiques sur l'élément PYLIS.

Un élément PYLIS, de l'anglais pyrrolysine insertion sequence, est un élément cis-régulateur d'ARN messager affectant l'expression du codon-STOP Ambre UAG, qui est alors traduit par un acide aminé, la pyrrolysine, présent chez certaines archées méthanogènes.